# دادگاه بین‌المللی مردمی آبان
دادگاه بین‌المللی مردمی آبان یک دیوان مردم‌نهاد است که به ابتکار سه سازمان فعال در زمینه حقوق بشر (عدالت برای ایران، حقوق بشر ایران و سازمان بین‌المللی با هم علیه اعدام) و گامی در مسیر بررسی آنچه در جریان کشتار و سرکوب معترضان در آبان سال ۱۳۹۸ توسط نظام جمهوری اسلامی در ایران رخ داد می‌باشد.
این دادگاه از ۱۹ الی ۲۳ آبان ۱۴۰۰، طی ۵ جلسه به بررسی ابعاد این اعتراضات پرداخت و همچنین شهادت برخی از بازماندگان، بستگان کشته‌شده‌ها و شاهدان حاضر در اعتراضات آبان شنیده شد.
برگزارکنندگان هدف خود را «تعیین ماهیت جنایات روی داده در اعتراضات آبان ۱۳۹۸ و پاسخگو کردن مسئولان آن در سطح جهانی» براساس شهادت «صدها تن» از شاهدان وقایع آن سال، اعلام کردند. به گفتهٔ آن‌ها دادگاه مردمی آبان قصد دارد این مسئله را روشن کند که آیا مقامات حکومت جمهوری اسلامی ایران در سرکوب اعتراض‌های آبان ۹۸ مرتکب جنایت علیه بشریت شده‌اند یا خیر. حکم این دادگاه در ماه اردیبهشت سال ۱۴۰۱ شمسی صادر خواهد شد.
جلسات این دادگاه بین‌المللی مردمی در سالن چرچ‌هاوس در مرکز لندن برگزار شد که مکانی تاریخی است و نخستین جلسه شورای امنیت سازمان ملل نیز در اینجا برگزار شده‌است.

## روند برگزاری
دادگاه میزبان شهادت ۴۵ تن از شاهدان حاضر در دادگاه بوده و شهادتنامه ۱۲۰ نفر هم به صورت کتبی به دادگاه ارائه گردیده. تمام جلسات دادگاه به صورت زنده از صفحه رسمی اینستاگرام مربوط به این هیئت، تلویزیون ایران اینترنشنال و صدای آمریکا پخش شد.

## روزشمار

### روز اول
در جلسهٔ نخست، پدر فرزاد انصاری‌فر، با ارتباط ویدیویی در دادگاه حاضر شد و اقامه دعوی کرد. زنی با روسری، ماسک و عینک آفتابی که خود را مادر یکی از رهگذران کشته‌شده در جریان اعتراضات معرفی کرد شهادت داد که فرزندش بر اثر شلیک مستقیم گلوله به سر کشته‌شده و پس از آن حتی در تحویل گرفتن جسد فرزندش ناکام بوده‌است. مردی با ماسک، کلاه و عینک آفتابی تحت عنوان پزشک جراح شهادت داد که به صورت پنهانی آسیب‌دیدگان اعتراضات را در منزل شخصی خود معالجه می‌کرده‌است. مسیح علی‌نژاد به عنوان خبرنگاری که شنوای روایت بستگان آسیب‌دیده از برخوردهای قهری بوده در روز اول دادگاه شهادت خود را ارائه کرد.

### روز دوم
در دومین روز دادگاه، ابتدا نمایندهٔ سازمان عفو بین‌الملل دربارهٔ افراد جان‌باخته و شکنجه و تجاوز به زندانیان گزارش داد و در ادامه دو معترض آسیب‌دیده و یک سرگرد نیروی انتظامی شهادت دادند. در این جلسه شخصی با عنوان شاهد ۱۹۵ که چهره‌اش را پوشانده بود و خود را افسر نیروی انتظامی معرفی کرد، گفت به دلیل سرپیچی از دستور شلیک به معترضان به پنج سال زندان محکوم شده‌است.
شاهد شمارهٔ ۳۶۶ دیگر شخصی بود که با هویت محفوظ و چهره پوشیده از داخل ایران برای شهادت در برابر دوربین دادگاه حاضر شد. این شخص در ۲۵ آبان به جریان اعتراض‌ها پیوست و بعد از ظهر همان روز هدف شلیک مستقیم گلولهٔ نیروهای امنیتی قرار گرفت که منجر به قطع نخاع او شد.

### روز سوم
در روز سوم دادگاه، اظهارات شاهد ۳۹۹ که چهره‌اش پوشیده بود و فرد دیگری اظهارات او را تکرار می‌کرد شنیده شد. شاهد ۳۹۹ از وجود واحدهای خرابکار سازمان‌دهی شده توسط حکومت ایران در تمام استان‌ها سخن گفت که در مواقع ضروری وارد عمل می‌شوند و حتی برای شکستن شیشه و آتش زدن مغازه‌ها آموزش دیده‌اند. به گفتهٔ او در اعتراضات آبان ۹۸ مأموران امنیتی با هدف فراهم کردن زمینهٔ سرکوب معترضان، از زندانی‌ها و خلافکاران بهره بردند تا در میان معترضان نفوذ کنند و با خرابکاری و اعمال خشونت، تنش ایجاد کنند. شاهد ۳۹۹ دربارهٔ جزئیات فعالیت‌های این گروه‌ها گفت که تصمیم به ورود این افراد به اعتراض‌ها از سوی مقام‌های بالادستی انجام می‌شود، اما وقتی وارد اعتراض‌ها شدند خودشان تصمیم می‌گیرند که چه کارهایی به عنوان خرابکاری انجام دهند.
در این جلسه شادی صدر مدیر سازمان عدالت برای ایران گفت که آن سازمان بیش از دو هزار ویدئو از اعمال خشونت و کشتن معترضان آبان در ۸۶ شهر مختلف را جمع‌آوری و راستی‌آزمایی کرده که در ۳۱۰ ویدئو صدای شلیک یا اجساد جان‌باختگان دیده می‌شود. او همچنین با اشاره به دستور رهبر جمهوری اسلامی دربارهٔ جان‌باختگان اعتراضات گفت که خامنه‌ای در این دستور عملاً کشتن معترضان را قانونی دانست و تنها قربانیان را به سه نوع تقسیم‌بندی کرد.
قتل محمد داستان‌خواه در جریان اعتراضات آبان ۹۸ در شیراز، از دیگر موارد اشاره‌شده در این جلسهٔ دادگاه بود.

### روز چهارم
در آغاز چهارمین جلسهٔ دادگاه رابرت هاینش استاد حقوق بین‌الملل بشردوستانه در دانشگاه لیدن، گزارشی از تحقیق خود و همکارانش دربارهٔ کشتار آبان ۹۸ را ارائه و اعلام کرد آن‌ها به این نتیجه رسیده‌اند که در آبان ۹۸ جنایت علیه بشریت روی داده‌است.
در این جلسه یکی از شرکت‌کنندگان در اعتراضات به نام فاطمه خوشرو که بدون پنهان کردن صورتش صحبت می‌کرد، در مورد پروسهٔ بازداشتش در خرم‌آباد تا انتقال به زندان اوین تهران توضیح داد. او به مسائلی همچون کوبیدن با باتوم بر سرش، پاشیدن اسپری فلفل در دهانش، سعی در اعتراف‌گیری اجباری و تعرض جنسی مأموران زندان اوین اشاره کرد.
در چهارمین جلسهٔ دادگاه شاهد ۲۳۲ که عضو کادر پزشکی یک شهر کوچک معرفی شد گفت شاهد تیراندازی دو مأمور لباس شخصی به دختری بوده که در توالت حیاط بیمارستان پناه گرفته بوده‌است. او گفت پس از مشاهدهٔ ربایش تعدادی از معترضان مجروح توسط نیروهای امنیتی، به اطرافیانش توصیه کرده مجروحان را به بیمارستان نبرند. شاهد ۲۳۲ گفت که در آبان ۹۸ حدود ۳۰ معترض مجروح را در خانه‌اش درمان کرده و همکاران دیگرش هم تعدادی را مخفیانه و با هزینهٔ شخصی درمان کرده‌اند. در بخش دیگری از دادگاه سهیل عبدی، یکی از معترضانی که تصویر تیر خوردن از فاصله نزدیک و مجروح شدنش در اعتراض‌های شهرستان شهریار بازتاب زیادی داشت، گفت همان مأموری که به پای او شلیک کرد، به سینهٔ یک معترض دیگر هم شلیک کرده‌است. عبدی همچنین دربارهٔ ناپدید شدن قهری شخص پشت سرش در ویدئو که کاپشن آبی بر تن داشت شهادت داد.
شاهد ۲۵۵ شخص دیگری بود که با چهرهٔ پوشیده و صدای بازسازی‌شده دربارهٔ مواردی همچون گذرنداندن ۱۸ روز در سلول انفرادی، تهدید به تجاوز جنسی و چندین بار شکنجه با اتو با دست و پای بسته شهادت داد. او همچنین گفت با اعمال نفوذ یک آشنا از زندان آزاد شده‌است. فرد دیگری که به‌عنوان شاهد شماره ۲۰۸ در برابر دوربین دادگاه حاضر شد شهادت داد که مأموران دولتی برای تحویل جنازهٔ برادر کشته‌شده‌اش از آنها درخواست ۲۰۰ هزار تومان پول کرده بودند. او همچنین گفت که تا زمان تحویل جسد، مأموران به خانوادهٔ او اصرار می‌کردند که در مقابل دوربین رسانه‌های حکومتی ظاهر شوند و فرزندشان را «شهید حکومت» اعلام کنند.

## برآیند
از آن‌جایی که تصمیم‌گیری در قبال اعتراضات بر عهده شورای عالی امنیت ملی است و مصوبات این شورا بدون تأیید رهبر جمهوری اسلامی در ایران اجرائی نمی‌شود، سیدعلی خامنه‌ای به عنوان رهبر وقت، در مظان اتهام در قبال تلفات ناشی از برخورد خشونت‌آمیز با اعتراضات قرار گرفت، سیدابراهیم رئیسی به عنوان رئیس وقت قوه قضائیه جمهوری اسلامی به عنوان مسئول دادگاه‌ها و احکام صادرشده برای بازداشت‌شدگان اعتراضات شناخته‌شد. عضو هیئت دادستانی دادگاه شمار مجموع شاهدانی که شهادت دادند را ۲۷۵ نفر از ۴۷ شهر مختلف در ایران، معرفی کرد که ۳۱ نفر آن‌ها از بازداشت شدگان اعتراضات آبان بودند. پانزده نهاد حقوق بشری از جمله ۳ سازمانی که دادگاه را سازمان دادند، در روز ۱۸ فروردین بیانیه‌ای ۱۲ صفحه‌ای در مورد آزار و اذیت شاهدان دادگاه آبان و خانواده‌های آنان به دلیل همکاری با دادگاه منتشر کردند. جمعی از خانوادهٔ دادخواه این بیانیه را تقلیل درد و رنج خود دانسته و به انتشار آن بدون هماهنگی و مشورت با ایشان اعتراض نمودند.

## واکنش مقامات رسمی جمهوری اسلامی
- دادگاه بین‌المللی آبان با ارسال نامه به سفارت جمهوری اسلامی در لندن از مقامات مسئول در نظام و همین‌طور متهمان دادگاه دعوت به عمل آورد تا خودشان یا وکیل‌مدافع‌شان را برای شنیدن اظهارات طرف مقابل به دادگاه بفرستند، اما از طرف مقابل پاسخی دریافت نگردید و دادگاه بدون حضور آن‌ها برگزار شد.[۲۰]
- علی باقری کنی، معاون وزیر امور خارجه جمهوری اسلامی در دیدار با همتای بریتانیایی خود تهدید کرد اگر روند دادگاه بین‌المللی مردمی آبان متوقف نشود، تهران بخشی از مذاکرات هسته‌ای خود را متوقف خواهد کرد.[۲۱][۲۲]
- حسن نوروزی، نایب رئیس کمیسیون قضایی مجلس در واکنش به برگزاری دادگاه بین‌المللی آبان: یکی از آن‌هایی که به مردم شلیک کرد من بودم، ما کُشتیم. حالا چه کسی می‌خواهد ما را محاکمه کند؟! طرف آمده بانک را آتش زده‌است و ما هم او را کُشتیم. چه کسی را می‌خواهید محاکمه کنید؟[۲۳]

## اعضای هیئت‌های شرکت‌کننده

### اعضای هیئت دادستانی
- حمید صبی
- رجینا پائولوس

### اعضای هیئت قضات
- الهام صائودی
- وین جُرداش
- نورشبانی کاجاسونگانا
- کارلا فرستمن
- زک یاکوب
- کالین روهان

## یادکردها
1. ↑  «پایان پنجمین دادگاه بین‌المللی مردمی آبان؛ سه ماه دیگر برای ارائه اسناد فرصت هست». radiofarda.com. رادیو فردا. ۲۴ آبان ۱۴۰۰. دریافت‌شده در ۳۰ آبان ۱۴۰۰.
2. ↑  «'دادگاه بین‌المللی مردمی آبان'؛ شاهد ۱۸۵، از 'معتمدان امام جمعه یک شهر' شهادت داد». BBC News فارسی. ۱۹ آبان ۱۴۰۰. دریافت‌شده در ۲۰۲۱-۱۱-۲۰.
3. 1 2 3 4  «برگزاری دادگاه بین‌المللی مردمی آبان در لندن برای رسیدگی به «جنایات» سال ۹۸». رادیو فردا. ۱۴۰۰-۰۸-۱۹. دریافت‌شده در ۲۰۲۱-۱۱-۲۰.
4. ↑  «روز سوم از دادگاه مردمی آبان؛ تأکید شادی صدر بر کاربرد سلاح گرم در برابر معترضان». رادیو فردا. ۲۱ آبان ۱۴۰۰. دریافت‌شده در ۲۳ آبان ۱۴۰۰.
5. ↑  حسینی، کیوان (۲۲ آبان ۱۴۰۰). «دادگاه بین‌المللی مردمی' آبان چیست و چرا برگزار می‌شود؟». بی‌بی‌سی فارسی. دریافت‌شده در ۲۳ آبان ۱۴۰۰.
6. ↑  «تریبونال مردمی آبان ۹۸ - مسیح علینژاد به عنوان کسی که با خانواده قربانیان گفتگو کرده، در دادگاه شهادت داد». صدای آمریکا. ۱۹ آبان ۱۴۰۰. دریافت‌شده در ۲۹ آبان ۱۴۰۰.
7. 1 2  «آغاز سومین روز دادگاه مردمی آبان؛ شادی صدر: خامنه‌ای کشتن معترضان را قانونی دانست». ایران اینترنشنال. ۲۱ آبان ۱۴۰۰. دریافت‌شده در ۲۳ آبان ۱۴۰۰.
8. ↑  «'دادگاه بین‌المللی مردمی آبان'؛ 'چون دستور تیر ندادم به پنج سال زندان محکوم شدم'». بی‌بی‌سی فارسی. ۲۰ آبان ۱۴۰۰. دریافت‌شده در ۲۳ آبان ۱۴۰۰.
9. ↑  «روز دوم دادگاه مردمی آبان؛ شهادت شاهدان دربارهٔ آتش زدن اموال عمومی توسط نیروهای امنیتی». رادیو فردا. ۲۰ آبان ۱۴۰۰. دریافت‌شده در ۲۳ آبان ۱۴۰۰.
10. ↑  «سومین جلسه دادگاه مردمی آبان با حضور "شاهد ۳۹۹" برگزار شد». بخش فارسی دویچه وله. ۲۲ آبان ۱۴۰۰. دریافت‌شده در ۲۳ آبان ۱۴۰۰.
11. ↑  «'دادگاه بین‌المللی مردمی آبان'؛ 'از خلافکاران برای به اغتشاش کشیدن اعتراض‌ها استفاده شد'». بی‌بی‌سی فارسی. ۲۱ آبان ۱۴۰۰. دریافت‌شده در ۲۳ آبان ۱۴۰۰.
12. ↑  «سومین روز دادگاه مردمی آبان ۹۸؛ شادی صدر: سپاه و نیروی انتظامی دست به کشتار زدند». بخش فارسی صدای آمریکا. ۲۱ آبان ۱۴۰۰. دریافت‌شده در ۲۳ آبان ۱۴۰۰.
13. ↑  «چهارمین روز دادگاه آبان؛ بررسی‌های حقوقدان‌ها و روایت شاهدان از کشتار و شکنجه معترضان». ایران اینترنشنال. ۲۲ آبان ۱۴۰۰. دریافت‌شده در ۲۳ آبان ۱۴۰۰.
14. 1 2 3 4 5  «شاهد "دادگاه بین‌المللی مردمی آبان": به تجاوز جنسی تهدید شدم». بخش فارسی دویچه وله. ۲۳ آبان ۱۴۰۰. دریافت‌شده در ۲۳ آبان ۱۴۰۰.
15. ↑  «چهارمین جلسه 'دادگاه بین‌المللی مردمی آبان'؛ 'به دختری زخمی که در بیمارستان پنهان شده بود، شلیک کردند'». بی‌بی‌سی فارسی. ۲۲ آبان ۱۴۰۰. دریافت‌شده در ۲۳ آبان ۱۴۰۰.
16. ↑  «دادگاه بین‌المللی آبان؛ شاهد عینی: مأموران حکومت ایران برای تحویل جسد برادرم پول گرفتند». رادیو فردا. ۲۲ آبان ۱۴۰۰. دریافت‌شده در ۲۳ آبان ۱۴۰۰.
17. ↑  «چهارمین روز دادگاه مردمی آبان ۹۸؛ سهیل عبدی در مورد ناپدید شدن «قهری» یکی از معترضان شهادت داد». بخش فارسی صدای آمریکا. ۲۲ آبان ۱۴۰۰. دریافت‌شده در ۲۳ آبان ۱۴۰۰.
18. ↑  «اعتراض سازمان‌های حقوق بشری به آزار و اذیت شاهدان دادگاه آبان و خانواده‌های آنها». رادیو فردا. دریافت‌شده در ۲۰۲۲-۱۲-۱۹.
19. ↑  لندن، کیهان؛ لندن، کیهان. «هشدار خانواده‌های دادخواه به رسانه‌ها و «دادگاه آبان»: ما سوژه بی‌اختیار شما نیستیم!». دریافت‌شده در ۲۰۲۲-۱۲-۱۹.
20. ↑  «روز نخست دادگاه بین‌المللی مردمی آبان: مقام‌های جمهوری اسلامی در دادگاه حاضر نشدند». ایران اینترنشنال. ۱۴۰۰-۰۸-۱۹. دریافت‌شده در ۲۰۲۱-۱۱-۲۰.
21. ↑  «تهدید ایران: اگر دادگاه آبان متوقف نشود، بخشی از مذاکرات اتمی را متوقف می‌کنیم». رادیو فردا. ۱۴۰۰-۰۸-۲۲. دریافت‌شده در ۲۹ آبان ۱۴۰۰.
22. ↑  «تهدید باقری کنی در لندن: یا لغو دادگاه مردمی آبان۹۸ یا توقف مذاکرات برجام». voanews.
23. ↑  «واکنش نوروز، نایب رئیس کمیسیون قضایی مجلس به برگزاری دادگاه آبان در انگلیس: یکی از آن‌هایی که به مردم شلیک کرد من بودم؛ ما کُشتیم، حالا چه کسی می‌خواهد ما را محاکمه کند». سایت دیده‌بان ایران. ۲۳ آبان ۱۴۰۰. دریافت‌شده در ۲۹ آبان ۱۴۰۰.